# Coleonyx mitratus
Coleonyx mitratus — представник роду Coleonyx з родини Геконів. Інша назва «земляний гекон».

## Опис
Загальна довжина досягає 15—18 см. Самці дещо більші за самок, відрізняються масивнішою головою. Забарвлення коливається від кремового до світло-коричневого. По спині розкидані плями або поперечні смуги темно-коричневого або чорного кольору. Малюнок дуже мінливий й помітно відрізняється у кожної особини. Голова коротка, тулуб стрункий, хвіст помірно довгий. Кінцівки гарно розвинені.

## Спосіб життя
Полюбляє порослі чагарниками напівпустелі та кам'янисті передгір'я. Ховається під камінням та в норах гризунів. активні вночі та у присмерку. Харчується комахами, членистоногими.
Це яйцекладна ящірка. Самиця відкладає до 2 яєць. Молоді гекони з'являються через 1—2 місяця.

## Розповсюдження
Мешкає від Гватемали до Коста-Рики. 